# Anneau de Jacobson
Un anneau de Jacobson est un anneau commutatif dont tout idéal premier est intersection d'idéaux maximaux. Comme tout idéal radiciel est intersection des idéaux premiers qui le contiennent, un anneau de Jacobson est tel que tout idéal radiciel soit intersection d'idéaux maximaux.
- Un anneau local artinien est de Jacobson car son idéal maximal est le seul idéal premier. Ce sont d'ailleurs les seuls anneaux locaux de Jacobson.
- Une algèbre de type fini sur un corps est un anneau de Jacobson. Plus généralement, une algèbre de type fini sur un anneau de Jacobson est de Jacobson.
- Un anneau de Dedekind ayant un nombre infini d'idéaux maximaux (par exemple l'anneau ℤ des entiers relatifs ou même un anneau d'entiers algébriques) est de Jacobson.
- Si A est un anneau de Jacobson et si B est de type fini sur A alors, pour tout idéal maximal m de B, l'image réciproque p de m par le morphisme A → B est un idéal maximal de A.
De plus, par le Nullstellensatz, le morphisme de corps A/p → B/m est une extension finie.
Une conséquence est que les idéaux maximaux {\displaystyle m} de {\displaystyle \mathbb {Z} [X_{1},\ldots ,X_{n}]} sont nécessairement à corps résiduel {\displaystyle \mathbb {Z} [X_{1},\ldots ,X_{n}]/m} fini.

Certaines de ces propriétés peuvent se démontrer à l'aide du lemme de normalisation de Noether. 
- D'un point de vue géométrique, A est de Jacobson si et seulement si dans toute partie fermée non vide Z(I) du spectre de A, l'ensemble des points fermés est dense. Il en résulte qu'un élément {\displaystyle f\in A} vu comme fonction régulière sur Spec(A) s'annule aux points fermés de Z(I) si et seulement si {\displaystyle f} appartient au radical de I. Ainsi les anneaux de Jacobson forment la classe d'anneaux parfaite pour fournir une version générale du Nullstellensatz.

## Caractérisations
Les conditions suivantes sur un anneau commutatif A sont équivalentes :
- A est un anneau de Jacobson ;
- tout idéal premier de A est une intersection d'idéaux maximaux ;
- tout idéal radiciel est une intersection d'idéaux maximaux ;
- tout idéal de Goldman est maximal ;
- tout anneau quotient de A par un idéal premier a un radical de Jacobson nul ;
- dans chaque anneau quotient, le nilradical est égal au radical de Jacobson ;
- toute algèbre de type fini sur A qui est un corps est de type fini en tant que A-module (lemme de Zariski) ;
- tout idéal premier P de A pour lequel A/P possède un élément x tel que (A/P)[x−1] est un corps est un idéal premier maximal.

## Note
1. ↑  La notion peut être étendue aux anneaux non nécessairement commutatifs, mais les propriétés énoncées ici sont référencées uniquement dans le cas commutatif.

## Référence
A. Grothendieck et J. Dieudonné, Éléments de géométrie algébrique (édition 1971, Springer), chap. 1, § 6.4 et chap. 0, § 2.8[réf. à confirmer]